# Anisodes calama
Anisodes calama là một loài bướm đêm trong họ Geometridae.